# 紋吸魚
紋吸魚，為輻鰭魚綱脂鯉目脂鯉亞目脂鯉科的其中一個種。分布於南美洲奧里諾科河及埃塞奎博河流域，體長可達3.2公分，棲息在底中層水域，生活習性不明。